# فکه
فَکّه، منطقه‌ای بیابانی در شمال غربی خوزستان و جنوب شرقی استان ایلام است.
فکه به دو بخش شمالی و جنوبی تقسیم می‌شود. بخش جنوبی آن جزو استان خوزستان و شهرستان دشت آزادگان محسوب می‌شود، بخش شمالی آن جزو استان ایلام و از توابع شهرستان دهلران است.
منطقهٔ فکه، سرزمین شن‌های روان است که در بخش جنوبی آن، شن‌های روان بیشتر است به گونه‌ای که حرکت کردن بر روی آن بسیار سخت و طاقت‌فرساست. خاک فکه شمالی سخت‌تر است و در بخش‌هایی از آن خاک‌های رس و خاک‌های قابل کشت وجود دارد. بارندگی در فکه بسیار کم است، به گونه‌ای که بیشتر مناطق آن خشک و بی‌آب و علف است، در منطقهٔ فکه جنوبی، تعداد روستاها به تعداد انگشتان دست هم نمی‌رسد و تنها عده‌ای از عشایر در آن زندگی می‌کنند. در منطقهٔ فکه شمالی به علت وجود رودخانه دویرج و باران‌های فصلی؛ روستاهای معدودی وجود دارد و منطقه قابل تحمل‌تری است.

## جنگ ایران و عراق
فکه یکی از محورهای اصلی حملهٔ ارتش بعثی عراق به محور شمال خوزستان بود. لشکر ۱ مکانیزه عراق از این محور به سمت شوش وارد عمل شد. اما مقاومت تیپ ۳۷ زرهی شیراز و همین‌طور سپاه پاسداران موجب شد عراقی‌ها به سختی و با تأخیر از فکه عبور کنند. ارتش عراق با عبور از محور فکه توانست خود را تا کنار رودخانهٔ کرخه نزدیک جادهٔ اهواز-اندیمشک برساند. پس از عملیات فتح‌المبین که به آزادسازی بخش اعظمی از منطقهٔ غرب شوش انجامیدـ منطقهٔ فکه هم‌چنان در اشغال نیروهای عراقی باقی ماند. در ۱۷/۱۱/۶۱ عملیات والفجر مقدماتی در جنوب فکه انجام شد و رزمندگان ایرانی توانستند با شکستن خطوط پی‌درپی ارتش عراق به عمق مواضع آن نفوذ کنند، اما بر اثر مقاومت شدید عراقی‌ها، رزمندگان ایرانی به مواضع قبلی بازگشتند. در ۱۰/۲/۶۵ ارتش عراق به فکه حمله و بیش از ۷ کیلومتر پیش‌روی کرد. تعداد زیادی از نیروهای ایرانی به علت لو رفتن عملیات و تجهیزات فراوان دشمن و میدان‌ها مین بسیار در منطقه شهید و مجروح شدند، عده‌ای عقب‌نشینی کردند، اما عدهٔ زیادی در این سرزمین جاماندند. برخی بر اثر تشنگی در بیابان سوزان فکه شهید شدند و عده‌ای هم به طرزی فجیع توسط نیروهای بعثی به شهادت رسیدند حتی عراقی‌ها برخی از مجروحین را زنده‌به‌گور کردند. این سرزمین علاوه‌بر آن‌که محل شهید شدن تعداد قابل توجهی از رزمندگان ایرانی است، شاهد شهید شدن سه فرماندهٔ بزرگ جنگ «حسن باقری، مجید بقایی و ابراهیم هادی» نیز بود. فکه تا آخر جنگ در دست نیروهای عراقی باقی ماند و برخی پیکرها هم‌چنان در میدان‌های مین باقی ماندند. سید مرتضی آوینی کارگردان و مستندساز حوزه دفاع مقدس نیز حین ساخت مستند شهری در آسمان در اثر برخورد مین در این منطقه به شهادت رسید.